# Bill McGill
Pour les articles homonymes, voir McGill.
Bill McGill (né le 16 septembre 1939 à San Angelo, Texas et mort le 11 juillet 2014) est un ancien joueur américain professionnel de basket-ball. 

## Biographie
Intérieur de 2,08 m issu de l'université de l'Utah, McGill fut sélectionné par les Zephyrs de Chicago avec le premier choix de la draft 1962. Il joua trois saisons (de 1962 à 1965) dans la NBA et deux saisons (de 1968 à 1970) dans l'ABA. Lors de sa carrière ABA/NBA, il inscrivit un total de 3 094 points.